# Hibiscadelphus hualalaiensis
Hibiscadelphus hualalaiensis là một loài thực vật có hoa thuộc họ Malvaceae, là loài đặc hữu củ Hawaii. Cây cuối cùng chết năm 1992, nên hầu như nó bị tuyệt chủng trong tự nhiên; các cây còn lại bị đe doạ bo mất môi trường sống.